# Institut polytechnique de Lyon
Die Institut polytechnique de Lyon (IPL) ist eine Forschungsuniversität mit Sitz in Lyon, Frankreich. Sie besteht aus vier Ingenieurschulen: CPE Lyon, ECAM LaSalle, ISARA Lyon und ITECH Lyon.
Es wurde am 13. Januar 1992 gegründet, um zunächst auf eine Anfrage der Region Rhône-Alpes zu reagieren, die Ressourcen zu bündeln.
Heute besteht das Ziel des IPL darin, Synergieeffekte zwischen den Mitgliedsschulen zu erzielen, bestimmte konzertierte Aktionen zu fördern und Gesprächspartner der Verwaltungs- und Regionalbehörden zu sein.
Seine Aufgaben sind daher:
- Entwicklung der menschlichen und allgemeinen Ausbildung des Ingenieurs.
- Entwicklung der internationalen Beziehungen.
- Entwicklung der Beziehungen zu institutionellen Partnern in Rhône-Alpes, insbesondere zur Universität Lyon, deren assoziiertes Mitglied sie ist.[2]